# Sphaeroma walkeri
Sphaeroma walkeri là một loài chân đều trong họ Sphaeromatidae. Loài này được Stebbing miêu tả khoa học năm 1905.